# Vánoční oratorium
Vánoční oratorium (německy Weihnachtsoratorium), BWV 248, je soubor šesti kantát napsaných v  Lipsku roku 1734 skladatelem Johannem Sebastianem Bachem k provedení během vánočního období 1734/35. Monumentální, téměř tříhodinové vokálně-instrumentální dílo se dělí na šest kantát; každá z nich je určena k provedení během jednotlivých vánočních svátků:
- Kantáta číslo 1 – Jauchzet, frohlocket, auf, preiset die Tage – 25. prosince (Boží hod vánoční) – narození Ježíše
- Kantáta číslo 2 – Und es waren Hirten in derselben Gegend – 26. prosince – zvěstování pastýřům
- Kantáta číslo 3 – Herrscher des Himmels, erhöre das Lallen – 27. prosince – klanění pastýřů
- Kantáta číslo 4 – Fallt mit Danken, fallt mit Loben – 1. ledna (Nový rok) – obřezání a pojmenování Páně
- Kantáta číslo 5 – Ehre sei dir, Gott, gesungen – první neděle po Novém roce – cesta mudrců
- Kantáta číslo 6 – Herr, wenn die stolzen Feinde schnauben – Zjevení Páně – klanění mudrců.

## Dílo
Původní název díla zní:
ORATORIUM,
Welches

Die heilige Weynacht

über

In beyden

Haupt-Kirchen

zu Leipzig

musiciret wurde.
ANNO 1734

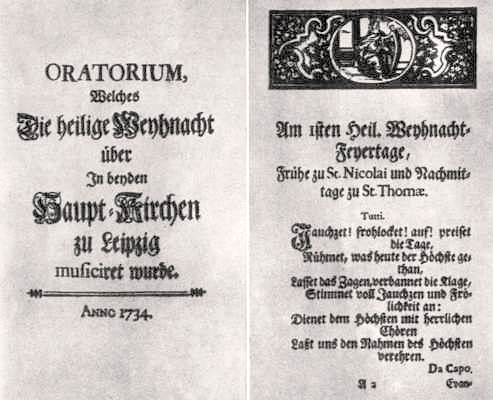
Titulní list vydání Vánočního oratoria

(česky: ORATORIUM, které se provozovalo po svatou dobu vánoční v obou hlavních kostelích v Lipsku. Léta Páně 1734.)

### Kantáta číslo 1 –Jauchzet, frohlocket, auf, preiset die Tage(Jásejte, plesejte, klaňte se Pánu!)
obsazení orchestru: Tromba I-III, Tamburi, Flauto traverso I/II, Oboe I/II, Violino I/II, Viola, Continuo
- Jauchzet, frohlocket! auf, preiset die Tage (Jásejte, plesejte, klaňte se Pánu!), sbor
- Es begab sich aber zu der Zeit (Stalo se v oněch dnech), recitativ, Evangelista
- Nun wird mein liebster Bräutigam (Nyní se k útěše...), recitativ, alt
- Bereite dich, Zion, mit zärtlichen Trieben (Přprav se Sióne, s velikou něhou), árie, alt
- Wie soll ich dich empfangen (Jak mám tě přijmout), chorál
- Und sie gebar ihren ersten Sohn (I porodila svého prvorozeného syna), recitativ, Evangelista
- Er ist auf Erden kommen arm (Ze země chudý vyšel ten), sbor, soprán a bas
- Großer Herr, o starker König (Veliký Pane, ó silný Králi), árie, bas
- Ach mein herzliebes Jesulein! (Ach mé nejmilejší Jezulátko!), sbor[1]

### Kantáta číslo 2 –Und es waren Hirten in derselben Gegend(A v té krajině byli pastýři pod širým nebem)
obsazení orchestru: Flauto traverso I/II, Oboe d'amore I/II, Oboe da caccia I/II, Violino I/II, Viola, Continuo
- Sinfonia
- Und es waren Hirten in derselben Gegend auf dem Felde bei den Hürden (A v té krajině byli pastýři pod širým nebem), recitativ, Evangelista
- Brich an, o schönes Morgenlicht (Již rozzař se, krásný ranní úsvite), sbor
- Und der Engel sprach zu ihnen (Anděl jim řekl), recitativ, Evangelista a soprán
- Was Gott dem Abraham verheißen (Co Bůh slíbil Abrahamovi), recitativ, bas
- Frohe Hirten, eilt, ach eilet (Šťastní pastýřové), árie, tenor
- Und das habt zum Zeichen (Toto vám bude znamením), recitativ, Evangelista
- Schaut hin, dort liegt im finstern Stall (Pohleďte, tam leží v temném chévě), sbor
- So geht denn hin, ihr Hirten, geht (Tam běžte pastýřové), recitativ, bas
- Schlafe, mein Liebster, genieße der Ruh (Spi můj nejmilejší), árie, alt
- Und alsobald war da bei dem Engel die Menge der himmlischen Heerscharen (A hned tu bylo s andělem množství nebeských zástupů), recitativ, Evangelista
- Ehre sei Gott in der Höhe (Sláva na výsostech Bohu), sbor
- So recht, ihr Engel, jauchzt und singet (Nechť andělé jásají a zpívají), recitativ, bas
- Wir singen dir in deinem Heer (My zpíváme v jednom šiku), sbor[2]

### Kantáta číslo 3 –Herrscher des Himmels, erhöre das Lallen (Nebeský otče, slyš volání naše)
obsazení orchestru: Tromba I-III, Tamburi, Flauto traverso I/II, Oboe I/II, Violino I/II, Viola, Continuo
- Herrscher des Himmels, erhöre das Lallen (Nebeský otče, slyš volání naše), sbor
- Und da die Engel von ihnen gen Himmel fuhren (Jakmile andělé od nich odešli), recitativ, Evangelista
- Lasset uns nun gehen gen Bethlehem (Pojďme až do Betléma), sbor
- Er hat sein Volk getröst' (Přišlo lidu těšení), recitativ, bass
- Dies hat er alles uns getan (Toto vše náš Pán učinil), sbor
- Herr, dein Mitleid, dein Erbarmen (Soucit tvůj a slitování osvobodí, Pane, nás), duet, soprán a bas
- Und sie kamen eilend, recitativ (Spěchali tam), Evangelista
- Schließe, mein Herze, dies selige Wunder (Přijmi, mé srdce, s vděčnou láskou), árie, alt
- Ja, ja, mein Herz soll es bewahren (Ano, ano! Nechť v srdcéch zůstane zachováno), recitativ, alt
- Ich will dich mit Fleiß bewahren (Tebe se chci držeti), sbor
- Und die Hirten kehrten wieder um (Pastýři se pak navrátili), recitativ, Evangelista
- Seid froh dieweil (Radujme se v tomto čase), sbor
- Herrscher des Himmels, erhöre das Lallen (Nebeský Otče, slyš volání naše), sbor, opakování první části[3]

### Kantáta číso 4 –Fallt mit Danken, fallt mit Loben (Díky Bohu přinášejme)
obsazení orchestru: Corno da caccia I/II, Oboe I/II, Violino I/II, Viola, Continuo
- Fallt mit Danken, fallt mit Loben (Díky Bohu přinášejme, před jeho trůn padněme), sbor
- Und da acht Tage um waren (Když uplynulo osm dní), recitativ, Evangelista
- Immanuel, o süßes Wort! (Imanuel, sladké jméno) recitativ a sbor, soprán a bass
- Flößt, mein Heiland, flößt dein Namen (Budí snad tvé Božské jméno), árie s ozvěnou, soprány
- Wohlan, dein Name soll allein (Nuže, tvoje jméno pouze), recitativ a sbor, soprán a bas
- Ich will nur dir zu Ehren leben (Kéž bych tobě ke cti žil!), árie, tenor
- Jesus richte mein Beginnen (Ježíš je pastýřem mým), sbor[4]

### Kantáta číslo 5 –Ehre sei dir, Gott, gesungen (Prozpěvujme Bohu slávu)
obsazení orchestru: Oboe d'amore I/II, Violino I/II, Viola, Continuo
- Ehre sei dir, Gott, gesungen (Prozpěvujme Bohu slávu), sbor
- Da Jesus geboren war zu Bethlehem (Když se narodil Ježíš v judském Betlémě), recitativ, Evangelista
- Wo ist der neugeborne König der Jüden? (Kde je ten právě narozený král Židů?), sbor a recitativ, alt
- Dein Glanz all Finsternis verzehrt (Tvé světlo přemáhá temnoty moc), sbor
- Erleucht auch meine finstre Sinnen (Temnota před světlem ustupuje), árie, bas
- Da das der König Herodes hörte (Když to uslyšel Herodes), recitativ, Evangelista
- Warum wollt ihr erschrecken? (Čeho se děsíte?), recitativ, alt
- Und ließ versammlen alle Hohepriester (Svolal proto všechny velekněze), recitativ, Evangelista
- Ach, wenn wird die Zeit erscheinen? (Ach, kdy nadejde onen čas), árie, tercet: soprán, alt a tenor
- Mein Liebster herrschet schon (Můj Ježíš jistě panuje). recitativ, alt
- Zwar ist solche Herzensstube (Mé srdce je ubohý kout), sbor[5]

### Kantáta číslo 6 –Herr, wenn die stolzen Feinde schnauben(Pane, když pyšní nepřátelé soptí hněvem)
obsazení orchestru: Tromba I-III, Tamburi, Oboe I/II, Violino I/II, Viola, Continuo
- Herr, wenn die stolzen Feinde schnauben (Pane, když pyšní nepřátelé soptí hněvem), sbor
- Da berief Herodes die Weisen heimlich (Tehdy Herodes tajně povolal mudrce), recitativ, Evangelista (tenor) a Herodes (bas)
- Du Falscher, suche nur den Herrn zu fällen (Ty falešníku, hledej si jen Pána, abys ho odsoudil), recitativ, soprán
- Nur ein Wink von seinen Händen (Pouhé pokynutí jeho rukou), árie, soprán
- Als sie nun den König gehöret hatten (Oni krále vyslechli), recitativ, Evangelista
- Ich steh an deiner Krippen hier (Stojím tady u jesliček), sbor
- Und Gott befahl ihnen im Traum (Potom na pokyn ve snu), recitativ, soprán
- So geht! Genug, mein Schatz geht nicht von hier (Tak jděte! Dost už, můj poklad odsud nepůjde), recitativ, tenor
- Nun mögt ihr stolzen Feinde schrecken (Teď se můžete vy, pyšní nepřátelé, bát), árie, tenor
- Was will der Höllen Schrecken nun (Co chce nyní hrůza pekla), recitativ, soprán, alt, tenor, bas
- Nun seid ihr wohl gerochen (Nyní se cítíte dobře), sbor[6]

## Hudba
V letech 1723 – 1728 napsal Bach jako kantor kostela svatého Tomáše v Lipsku více než 200 kantát. Po roce 1728 již psal kantáty jen výjimečně. Soubor šesti kantát Vánoční oratorium, uvedený na přelomu roku 1733 a 1734 využívá hudebního potenciálu těchto děl. Jak bylo v té době obvyklé, Bach využil ve Vánočním oratoriu řady svých předchozích děl, například oratoria Laßt uns sorgen, laßt uns wachen, BWV 213 k jedenáctým narozeninám Friedricha Christiana, oratoria Tönet, ihr Pauken! Erschallet, Trompeten! BWV 214 k narozeninám a jmeninám královny Marie Josefy Habsburské, kantáty Preise dein Glücke, gesegnetes Sachsen, BWV 215 k výročí zvolení Augusta III. polským králem, či nedochované oratorium k poctě svatého Michala.
Gerhart Poppe uvádí, že s výjimkou evangelijních úseků, chorálů a symfonie v úvodu druhé kantáty jsou všechny části "recyklovány" ze starších Bachových děl. Přesto je toto dílo nedílnou součástí vánočních slavností v německy hovořících zemích, podobně jako je v Čechách symbolem vánoc Rybova Česká mše vánoční.

## Uvedení
- 2014 – Collegium 1704 a Collegium Vocale 1704, Eric Stoklossa – Evangelista, tenor, Céline Scheen – soprán, Ulrike Malotta – alt, Hugo Oliveira – bas, dirigent: Václav Luks[8]
- 2018 – Collegium 1704, Nederlands Kamerkoor, Hannah Morrison – soprán, Maarten Engeltjes – kontratenor, Benedikt Kristjánsson – tenor, Thomas Oliemans – bas, dirigent: Peter Dijkstra, Praha, Rudolfinum. 11. prosince 2018[9]

## Nahrávky
Dílo bylo nahráno mnoha předními orchestry a dirigenty.